# Wonkifon
 Wonkifong ou  Wonkifon est une ville et une sous-préfecture de la préfecture de Coyah dans la région de Kindia dans l'ouest de la Guinée.

## Description
Elle est située à proximité de Conakry et du littoral guinéen, et bénéficie de l'accroissement de population de cette zone : 23 676 habitants en 1996, 36 583 habitants en 2014. La superficie de la localité est de 577 km2, soit une densité de 63,4 hab./km2, à comparer à la densité dans la totalité du pays, de 49,2 hab./km2.
Les principales ressources sont l’agriculture, l’extraction du sel et la pêche.

## Personnalités liées à la commune
- Mafory Bangoura (1910-1976) : militante pour l'indépendance et ministre.